# VISTA (proteina)
VISTA (o V-domain Ig suppressor of T cell activation, Immunoglobulina con dominio IgV soppressore dell'attivazione dei linfociti T) è una proteina transmembrana di tipo I che funziona da checkpoint immunitario. Essa è codificata dal gene C10orf54.

## Struttura e funzione
VISTA è grande circa 50kDa; appartiene alla superfamiglia delle immunoglobuline e possiede soltanto un dominio IgV.
VISTA inoltre fa parte della famiglia B7 ed è espressa principalmente dai leucociti; la sua trascrizione è parzialmente controllata da p53. Vi sono prove che VISTA possa agire sia da ligando che da recettore sulle cellule T per inibire la loro funzione effettrice e garantire la tolleranza periferica.

## Importanza nella clinica
VISTA è prodotta ad elevati livelli nei:
- TILs ( tumor-infiltrating lymphocytes);
- nei soppressori mieloide-derivati;
- cellule T regolatrici;

Il suo legame con un anticorpo porta ad un ritardo della crescita tumorale in modelli murini di melanoma  e carcinoma a cellule squamose.
I monociti di pazienti infetti da HIV producono livelli più alti di VISTA rispetto a soggetti sani. I livelli aumentati di VISTA si correlano a:
- un aumento dell'attivazione del sistema immunitario;
- un decremento delle cellule T CD4+[10]

### Bersaglio da parte di farmaci
Attualmente è in corso:
1. Un trial clinico di immunoterapia per bersagliare VISTA con anticorpi monoclonali in pazienti con neoplasie allo stadio avanzato.[11]
2. Un secondo trial clinico sempre in corso prevede la presenza di una piccola molecola che antagonizza le vie di segnalazione mediate da PD-L1, PD-L2 (programmed death-ligands 1 e 2, ligandi 1 e 2 della morte programmata) e VISTA in pazienti con neoplasie maligne solide allo stadio avanzato o linfomi.[12]